# Marino Grimani (Doge)

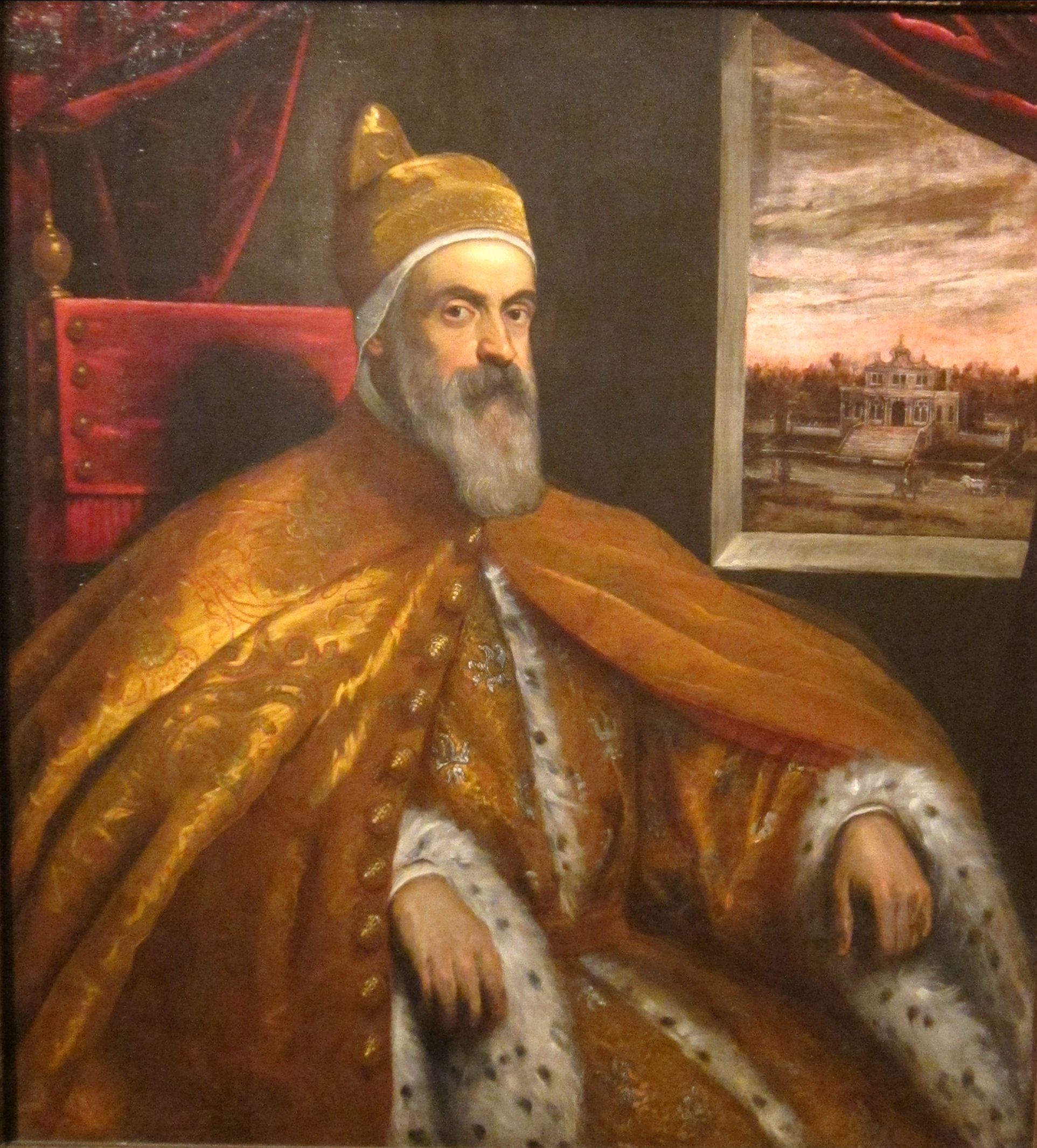
Domenico Tintoretto: Porträt des Dogen Marino Grimani, Öl auf Leinwand, 119,4 mal 108,6 cm, Cincinnati Art Museum

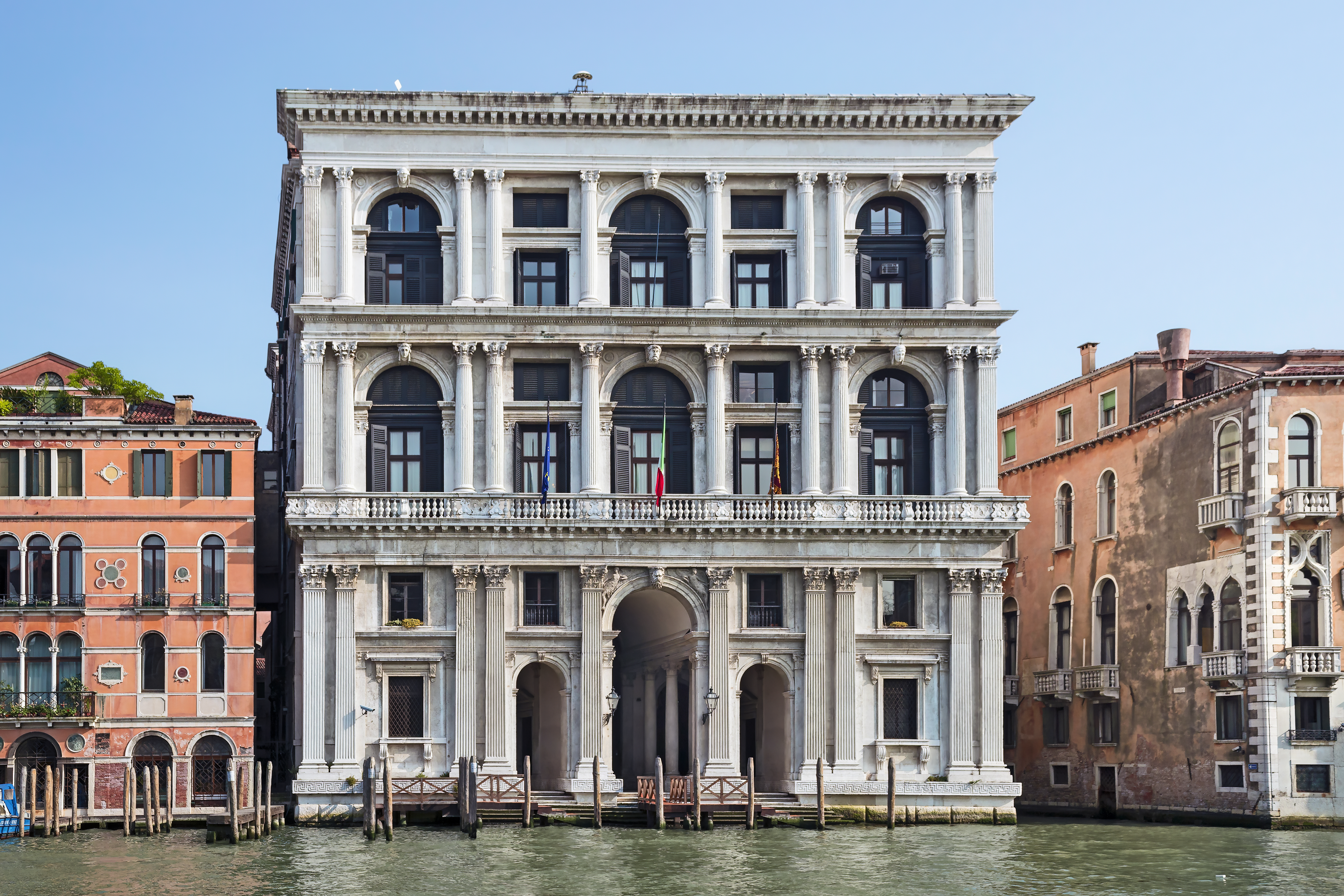
Der Familienpalast, der Palazzo Grimani di San Luca, in der Gemeinde San Luca errichtet, befindet sich am Canal Grande. Es handelt sich um ein Spätwerk des Baumeisters Michele Sanmicheli, das 1556 begonnen wurde. Das Obergeschoss wurde unter der Leitung von Giangiacomo dé Grigi ab 1559 fertiggestellt.

Marino Grimani (* 1. Juni 1532 in Venedig; † 25. Dezember 1605 ebenda) war, folgt man der staatlich kontrollierten Geschichtsschreibung der Republik Venedig, ihr 89. Doge. Er regierte von seiner Wahl am 26. April 1595 mehr als ein Jahrzehnt lang bis zu seinem Tod.
Grimani war zuvor zwei Mal Gesandter anlässlich von Papstwahlen in Rom; er war Podestà von Brescia und Capitano von Padua. In Venedig saß er im bis 1582 überaus mächtigen Rat der Zehn, vielfach im Consiglio, dem zentralen Machtgremium der Adelsrepublik. Auch war er mit der Universität Padua befasst, ebenso wie mit zahlreichen anderen Aufgaben – wozu alle erwachsenen, männlichen Angehörigen des privilegierten Patriziats verpflichtet waren. Doch trug seine Persönlichkeit besonders zu seinem Aufstieg bei, wenn auch gesetzliche Hürden bewirkten, dass seine Ämterlaufbahn erst 1571 begann, als er bereits fast 40 Jahre alt war.
Obwohl er sich vor seiner Wahl zum Dogen immer wieder als pro-römisch exponiert hatte, geriet Venedig während seiner Amtszeit in einen schweren Konflikt mit dem Papst und den spanischen Habsburgern um das Recht der Bischofseinsetzung und um die Frage, ob Schulen, Klöster und Kirchen in Venedig ohne Erlaubnis der Regierung eingerichtet werden dürften. Papst Paul V. drohte Venedig mit schweren Kirchenstrafen.
Grimani förderte Kunst und Kultur, vor allem aber die prunkvolle Repräsentation des Staates, der ihm mehr bedeutete, als das gute Verhältnis zu Rom. Dabei ließ er die zentrale Rolle des Dogen und seiner Ehefrau, der Dogaressa Morosina Morosini, propagandistisch als zentrale Symbole der Republik Venedig hervorheben. Der Name Grimani ist in Venedig mit zahlreichen Kunst- und Büchersammlungen sowie Stiftungen verbunden.

## Familie
Die Grimani waren eine der „neuen Familien“ innerhalb des Patriziats, der case nuove. Dabei gehörten sie zu den angesehensten Familien Venedigs. Mehrere Mitglieder der Familie waren in hohen Staatsämtern tätig oder bekleideten entsprechende Kirchenämter. Die Familie stellte insgesamt drei Dogen, außer Marino die Dogen Antonio Grimani (1521–1523) und sehr viel später Pietro Grimani (1741–1752).
Marino Grimani war der Sohn des späteren Ritters und Prokuratoren von San Marco Girolamo Grimani aus der Linie von San Luca, der selbst bei einer Dogenwahl gescheitert war. Seine Mutter war Donata Pisani di Ermolao dal banco. Ihr Vater wiederum zählte zu den vermögendsten Händlern und Bankiers der Stadt; er arbeitete mit den Fuggern zusammen.
Auch die Grimani standen auf dem Höhepunkt ihres Ansehens. Der große Familienpalast in der Gemeinde San Luca war ein Werk Michele Sanmichelis. Grimanis Onkel, Marino, war ein Cousin des Antonio Grimani (1521–1523 Doge). Girolamo war der einzige seiner Söhne, der Nachkommen hatte, nämlich als Erstgeborenen Marino Grimani, ein Jahr jünger war dessen Bruder Ermolao (Almorò).

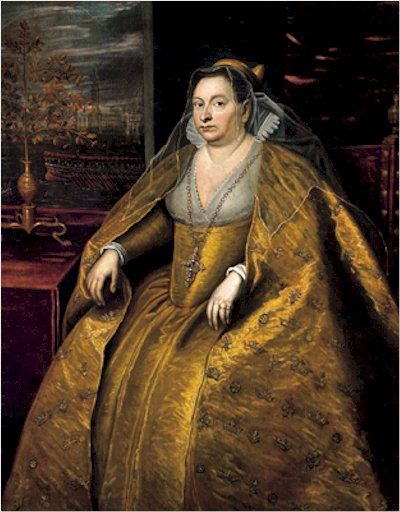
Die Ehefrau Grimanis, Morosina Morosini, in einem gegen Ende des 16. Jahrhunderts entstandenen Porträt von Domenico Tintoretto. Sie spielte für den Aufstieg ihres Mannes eine wesentliche Rolle, ebenso wie die familiären Verflechtungen.

Die beiden Brüder heirateten am selben Tag, nämlich am 27. November 1560, zwei Schwestern. Marino heiratete die besagte Morosina Morosini di Andrea di Pietro (1545–1614), während Almorò sich mit Angela verehelichte. Doch nur der jüngere Bruder und seine Frau hatten männliche, und damit erbberechtigte Kinder. Morosina und Marino hatten hingegen vier Mädchen. Diese waren Beatrice, später Nonne in S. Chiara di Torreselle, einem Kloster in Montagnana, wo die Familie über gewaltigen Grundbesitz verfügte, und wo sie als Suor Beatrice auftrat. Die zweite Tochter war Donata. Sie heiratete 1579 Francesco Tiepolo, während ihre Schwester Laura 1582 Nicolò Corner heiratete, den Bruder des zukünftigen Bischofs von Padua, Marco Corner (1594–1625). Als vierte Tochter kam Maria zur Welt. Sie heiratete drei Mal: 1593 Alvise Grimani di Antonio (aus der Linie von S. Polo), dann 1607 Nicolò Molin und schließlich 1608 Lorenzo Giustinian.
Als der einzige Bruder der beiden Schwestern starb, erbten sie das gesamte Familienvermögen, das sie nun untereinander aufteilten (12. März 1575), um es strategisch einzusetzen. Es stellte letztlich das Fundament dar, auf dem der ältere Bruder zum Dogen aufsteigen konnte. Bei der Redecima von 1582 konnte er Jahreseinnahmen von 2.539 Dukaten deklarieren – ohne das ebenfalls gewaltige Vermögen seiner Frau. Dessen Kern bestand in ausgedehntem Grundbesitz auf Istrien, genauer gesagt dem Feudo di San Vincenti bei Dignano, dem heutigen Vodnjan.

## Leben

### Ämterlaufbahn

#### Im väterlichen Schatten (1557–1570)
Marino Grimani begann seine Ämterlaufbahn in der seit längerer Zeit üblichen Form. Kaum war er mit 25 Jahren reif für einen Sitz im Großen Rat, wurde er zum Savio agli Ordini für die Zeit von Oktober 1557 bis März 1558 gewählt. In diese Stellung wurde er auch für das erste Halbjahr 1559 gewählt. Doch nun kam es zu einem Bruch in Grimanis Lebenslauf, denn für fast ein Jahrzehnt mied er erzwungenermaßen politische Aufgaben.
Dies hing mit der venezianischen Familien- und Ämterauffassung zusammen, die es nicht gestattete, dass eine der Familien Ämter anhäufte. Folgerichtig stand ihm sein Vater Girolamo im Weg. Dieser wurde im April 1560 Prokurator von San Marco und er sorgte für die Doppelheirat desselben Jahres. Doch sich selbst behielt er die Ämterlaufbahn vor; er saß bis zu seinem Tod am 30. April 1570 ununterbrochen als Savio del Consiglio im inneren Kreis. Demzufolge konnten seine Söhne bis dahin nicht ins Collegio gelangen.
Allerdings begann Marino Grimani 1568 erste Schritte auf seiner Laufbahn. Bis Mai 1569 amtierte er als Provveditore di Comun. Danach wurde er am 25. November 1570 unter die 25 Tansadori gewählt – eine Folge der enormen materiellen Belastung, die aus der Eroberung Zyperns durch die Osmanen resultierte. Er war dementsprechend mit der Einziehung von Steuern und Abgaben befasst.

#### Podestà von Brescia (1571–1573)
Nach dem Tod seines Vaters konnte er, zudem äußerst vermögend, nach höheren Ämtern streben. Er galt als gebildet, liebte das Schöne, hatte eine Neigung zum Mäzenatentum, war von gemäßigtem Temperament und religiös, vor allem aber ein guter Diplomat. So wurde er bereits am 23. September 1571 zum Podestà von Brescia gewählt. Dort hatte sich ein ähnlicher Konflikt entsponnen, wie zwei Jahrhunderte zuvor in Venedig, dass nämlich der Stadtadel die Händlergruppe aus den politischen Gremien der obersten Ebene ausgeschlossen hatte. Daran anschließend wurde er unter die zwölf Deputierten sopra le appellazioni dei beni inculti gewählt, befasste sich also mit ungenutzten Besitztümern.

#### Im inneren Kreis: Rat der Zehn, Savio del Consiglio
Vom 20. September 1576 bis zum 2. April 1577 war Grimani Provveditore sopra i Danari, dann wieder bis zum 31. März 1578. Vom 30. November 1579 bis zum 24. September 1580 war er Provveditore sopra i Beni comunali. 1580 und 1581 saß er schließlich im Rat der Zehn, ein letztes Mal 1583, nachdem dieses zentrale Gremium 1582 entmachtet worden war.
Ab dem 22. Juli 1581 war er einer der Conservatori delle leggi, danach Savio del Consiglio. Spätestens damit gehörte er dem inneren Kreis an. Diese Stellung hätte er schon sehr viel früher erlangen können, doch nachdem ihn sein Vater jahrelang blockiert hatte, tat dies nunmehr ein anderer Grimani, nämlich Alvise di Antonio, aus der Linie von S. Polo. Doch mit ihm teilte er sich alternierend den Titel eines Savio del Consiglio während der 1580er Jahre. So nahm Marino Grimani diese Position jeweils von April bis September in den Jahren 1582 bis 1585 an, dann für das zweite Halbjahr 1586. In den dazwischen liegenden Monaten war er Provveditore alle Fortezze (Oktober 1582–März 1583), am 24. August 1584 wurde er zum Riformatore dello Studio di Padova nominiert, war also mit den Angelegenheiten der Universität Padua befasst. Immer wenn es sich einrichten ließ, widmete er sich der zweijährigen Aufgabe, sofern dies nicht mit seinen Aufgaben im Collegio in Konflikt geriet. In Anerkennung seiner künstlerischen und kulturellen Interessen erhielt er das Amt erneut ab Oktober 1593.

#### Gesandtschaft nach Rom (1585), Florenz
Der Gegensatz zwischen den giovani, den Jungen, gegen die Kurie und gegen Spanien eingestellten Männern, und den case vecchie oder kurz vecchi, die auf päpstlicher Seite standen, verschärfte sich im Laufe der 1580er Jahre. Grimani stellte sich ostentativ auf die Seite der papalisti, wie die Papstanhänger auch genannt wurden. Dieses Bekenntnis bildete die Grundlage seines Aufstieges im Rahmen der Alten.
Vor diesem Hintergrund hatte Grimani 1584 eine komplizierte diplomatische Aufgabe zu lösen, bei der ihm die guten Kontakte nach Rom und zu den Jesuiten zustatten kamen. Gemeinsam mit dem Savio di Terraferma Francesco Barbaro sollte er mit dem Beauftragten des Papstes, dem Bischof von Pistoia Ottavio Abbioso über die Sequestration eines türkischen Handelsschiffes verhandeln. Dieser Vorgang lag Jahre zurück und hatte in venezianischen Gewässern durch Ritter des Stephansordens stattgefunden. Dieser Akt vergiftete nicht nur erneut das Verhältnis zu den Osmanen, sondern auch zwischen Venedig und Rom, denn der Papst hatte das Patrozinium über den Orden übernommen. Grimani mit seinen hervorragenden Kontakten trat neben Giacomo Foscarini, Francesco Priuli, Iacopo Soranzo immer wieder als Beschützer des Ordens auf.
Am 27. April 1585 wurde Grimani zum Gesandten nach Rom gewählt, um dem neuen Papst Sixtus V. zu seiner Wahl zu gratulieren. Die vierköpfige Gesandtschaft, neben Grimani aus Marcantonio Barbaro, Giacomo Foscarini und Leonardo Donà bestehend, wobei sie der Baumeister Vincenzo Scamozzi aus Wissbegier begleitete. Ihm war der Bau der Zecca, der venezianischen Münzprägestätte am Markusplatz übertragen. Den Gesandten, die am 12. Oktober vor Rom ankamen, war der neue Papst wohlbekannt, denn er war in Venedig Inquisitor des Heiligen Offiziums gewesen. Neben der Gratulation wurde über die Stellung des Patriarchen von Aquileia, Giovanni Grimani, der wohl einer anderen Linie der Grimani angehörte, verhandelt. Die übrigen Themen reichten über Wirtschaftsfragen, wie den portugiesischen Pfeffer, bis zum Malteserorden. Diese nun angestoßenen Themen wurden vom Gesandten Lorenzo Priuli fortgesetzt – vielfach gab es nun dauerhaft ansässige Gesandte, die bereits als Botschafter bezeichnet werden können. Neben der Nachfolgefrage in Aquileia und der Vergabe von Pfründen an diesen oder jenen Prälaten, wurde auch über die Nachfolge des Bischofs von Brescia und des Abts von S. Zeno gesprochen. Sixtus stellte sich eindeutig auf die Seite der Alten, indem er deren Rolle im Kampf um Zypern lobend hervorhob, beklagte zugleich die Schwäche der venezianischen Flotte.
Grimani verließ nach zwei Wochen Aufenthalt, nachdem ihm der Papst noch ein goldenes Agnus Dei mitgegeben hatte, am 25. Oktober Rom. In dem Lamm befand sich eine Reliquie vom Kreuz Christi. Grimani reiste zusammen mit Leonardo Donà, die vier Gesandten trafen sich schließlich in Florenz am 2. November. Dies geschah auf Wunsch der Venezianerin und Großherzogin der Toskana Bianca Cappello.

#### Capitano von Padua (1587–1588), Prokurator von San Marco

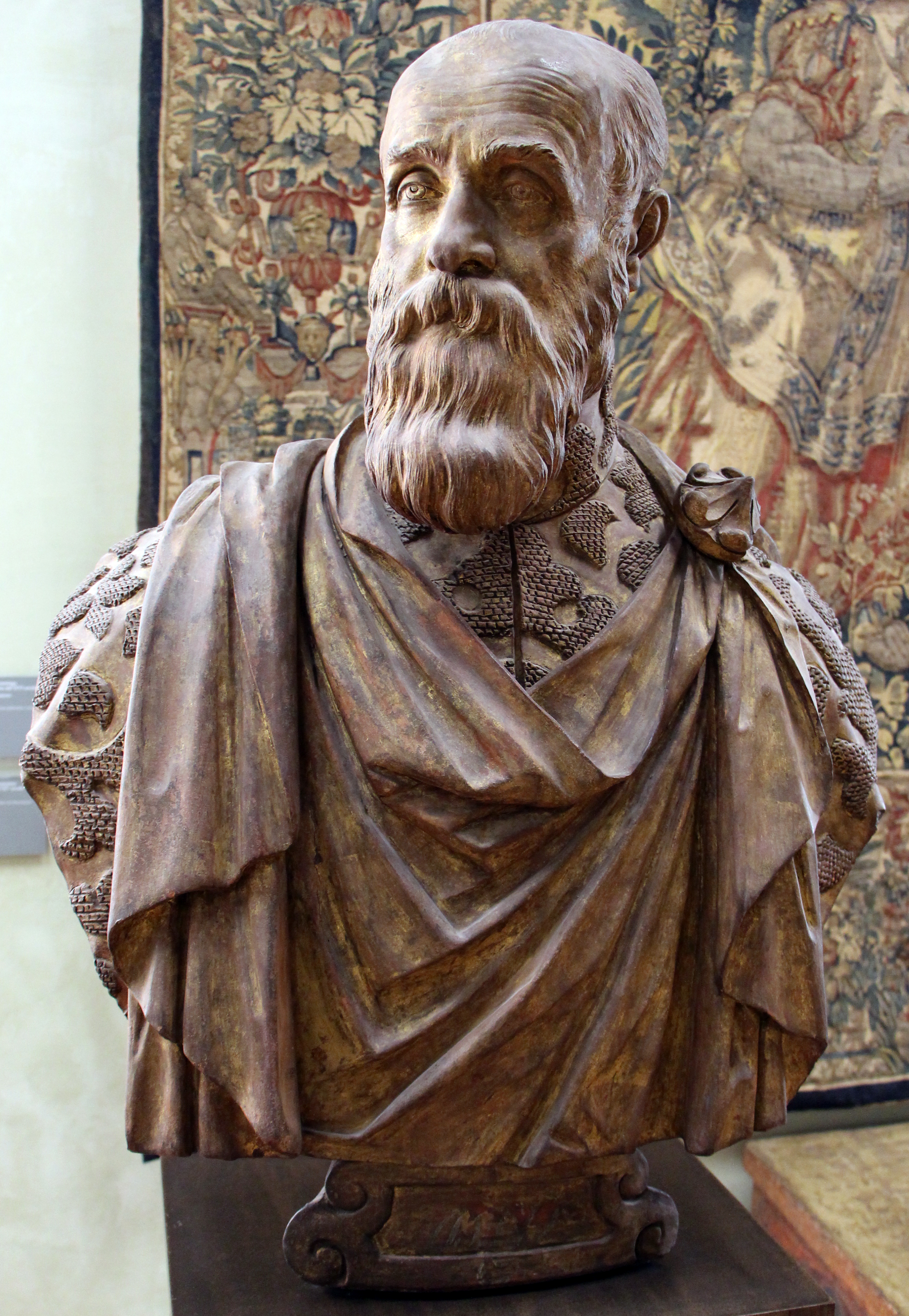
Büste des Prokuratoren von San Marco Marino Grimani von Alessandro Vittoria, Galleria G. Franchetti alla Ca’ d’Oro

Kaum nach Venedig zurückgekehrt, wurde Grimani einer der Drei Savi alle acque, war also für die Lagune von Venedig zuständig, dann wieder Savio del Consiglio im zweiten Halbjahr 1586 und Sopraintendente alle Decime del clero ab dem 5. Januar 1587. Damit war er für die Abgaben der Kleriker verantwortlich.
Am 21. September 1587 wurde er zum Capitano von Padua gewählt. Sein Kollege als Podestà war Giulio Contarini. Dort befasste er sich mit dem Monte di Pietà, der es ermöglichte, günstige Kredite zu vergeben – wobei er angab, die Raffgier der venezianischen Amtsträger habe eindämmen zu müssen –, dann wieder kümmerte er sich um die Turbulenzen im Zusammenhang mit der Universität – dort kam es zum Streit um die Universitätskollegien der Jesuiten –, aber auch mit der Beschaffung von ausreichenden Lebensmitteln. Diese Aufgabe stellte sich vor dem Hintergrund einer allgemeinen Teuerung als besonders schwierig heraus. 1591 scheiterte der Versuch der Jesuiten, ihr Kollegium zu stärken, ja, es zur Alternative auszubauen. Die Dozenten wehrten sich dagegen und wurden dabei von weiten Teilen des venezianischen Patriziats unterstützt. Mit dem Bischof von Padua, Alvise Corner, unterhielt er beste Kontakte, ebenso wie zum Erzbischof von Paris, Pierre de Gondi, dann dem Kardinal Ippolito Aldobrandini, dem zukünftigen Papst Clemens VIII.

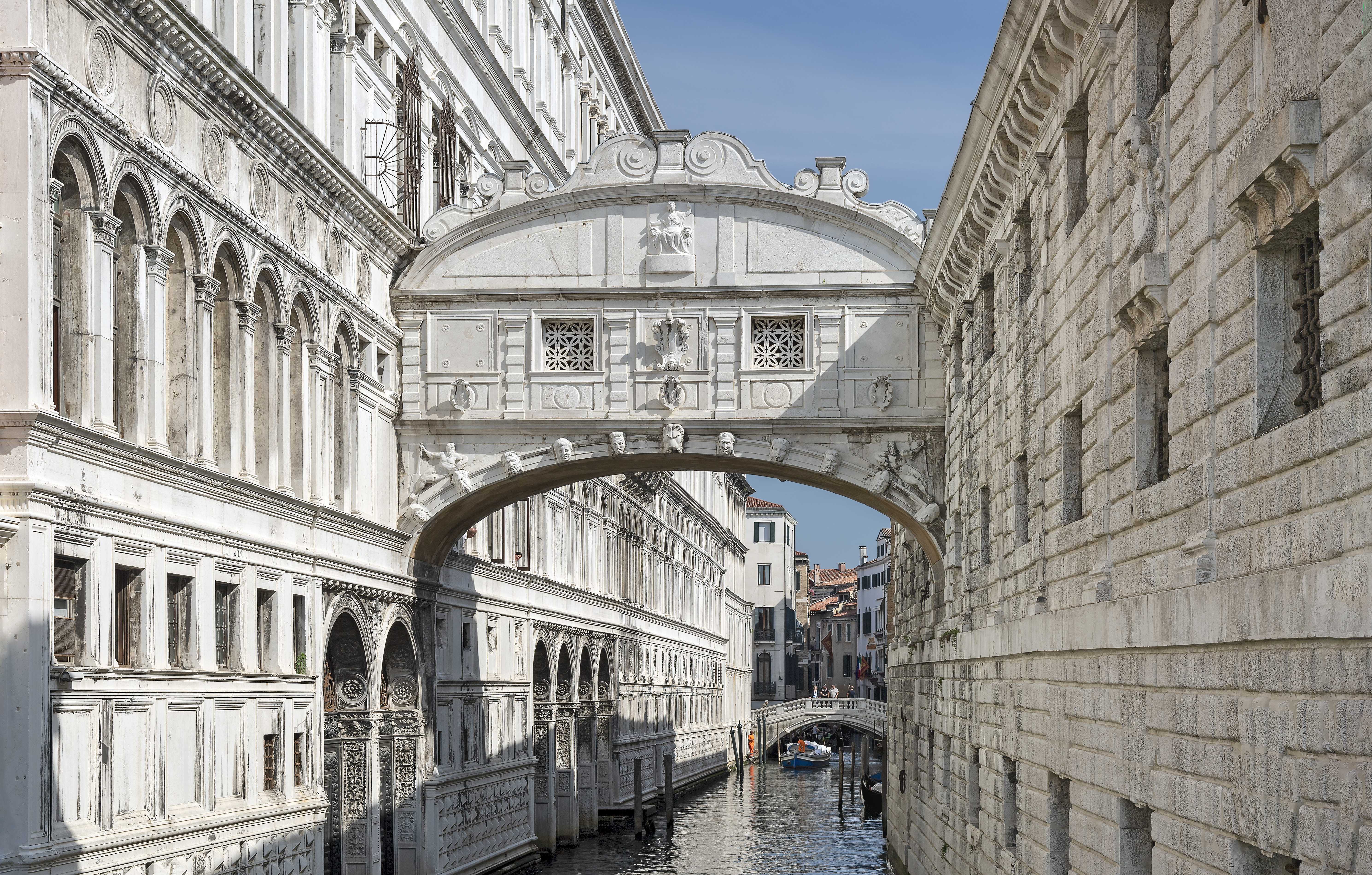
Die Seufzerbrücke, begonnen im Jahr 1600, und noch zu Lebzeiten Grimanis fertiggestellt.

Am 1. April 1588 wurde Grimani zwar zum Prokuratoren von San Marco de citra gewählt, doch brachte er seine Amtszeit in Padua zu Ende, bevor er dieses lebenslange Amt antrat.
Wohl aufgrund seiner Paduaner Erfahrung beaufsichtigte er nun auch in Venedig die besagten Monti, nämlich als Provveditore sopra i Monti (ab 18. Februar 1589). In der zweiten Jahreshälfte war er erneut Savio del Consiglio. In dieser Funktion steuerte er gemeinsam mit Daniele Priuli den Bau der neuen Gefängnisse, jene, die man über die Seufzerbrücke erreicht. Als Provveditore alle Artiglierie (ab 3. April 1590), dann wieder Savio del Consiglio (ab 1. Juli 1590) fungierte er innerhalb Venedigs.

#### Zweite Gesandtschaftsreise nach Rom (1590/1592)
Am 20. September 1590 wurde er, gemeinsam mit Zaccaria Contarini, Leonardo Donà und Giacomo Foscarini erneut auf eine Gratulationsreise nach Rom geschickt, diesmal zu Urban VII. Als dieser Papst wenig später starb, wurde noch am 9. Dezember eine neue Gesandtschaftsreise, geführt von denselben Männern, an Gregor XIV. zusammengestellt. Als sie sich auf den Weg nach Rom machen sollten, starb auch dieser Papst. So stach erst am 24. September 1591 ein Schiff mit den Gesandten an Bord in See. Sie erreichten erst am 1. Oktober Ancona. Dort liefen Gerüchte über den schlechten Gesundheitszustand auch dieses Papstes um. Nach dem Tod Gregors erhielten die Gesandten Order zurückzukehren. In Rom wurde inzwischen Giovanni Antonio Facchinetti, der Venedig als Nuntius kannte, zum neuen Papst Innozenz IX. gewählt. Am 3. November 1591 brach Grimani zusammen mit Alberto Badoer, erneut aber auch mit Leonardo Donà und Giacomo Foscarini nach Rom auf. Doch auch diesmal starb der Papst, so dass erst mit der Wahl Clemens’ VIII. eine Gesandtschaft tatsächlich den dortigen Hof erreichte. Diesmal, Zaccaria Contarini ersetzte Foscarini, wurden die vier Männer am 14. März 1592 beordert. Doch nun starb Alberto Badoer am 28. April. Ende Mai traf zunächst Leonardo Donà in Rom ein. Er sollte den Zorn des Papstes lindern, denn Venedig hatte einige fuorusciti aus den Marken angeworben, die zum Kirchenstaat gehörten, um die Uskoken zu bekämpfen, deren Schiffe den venezianischen Handel in der Adria störten. Die übrigen Gesandten, einschließlich Paolo Paruta, der in Rom bleiben sollte, erreichten die Ewige Stadt erst am 10. Oktober. Der Einzug bei Hof fand ohne Grimani statt, der unter einer Fieberattacke zu leiden hatte. So trafen Grimani und der Papst erst am 26. Oktober 1592 aufeinander. Für seine Unterstützung schenkte ihm der Papst eine weitere Kreuzesreliquie, die sich heute auf San Giorgio Maggiore befindet.

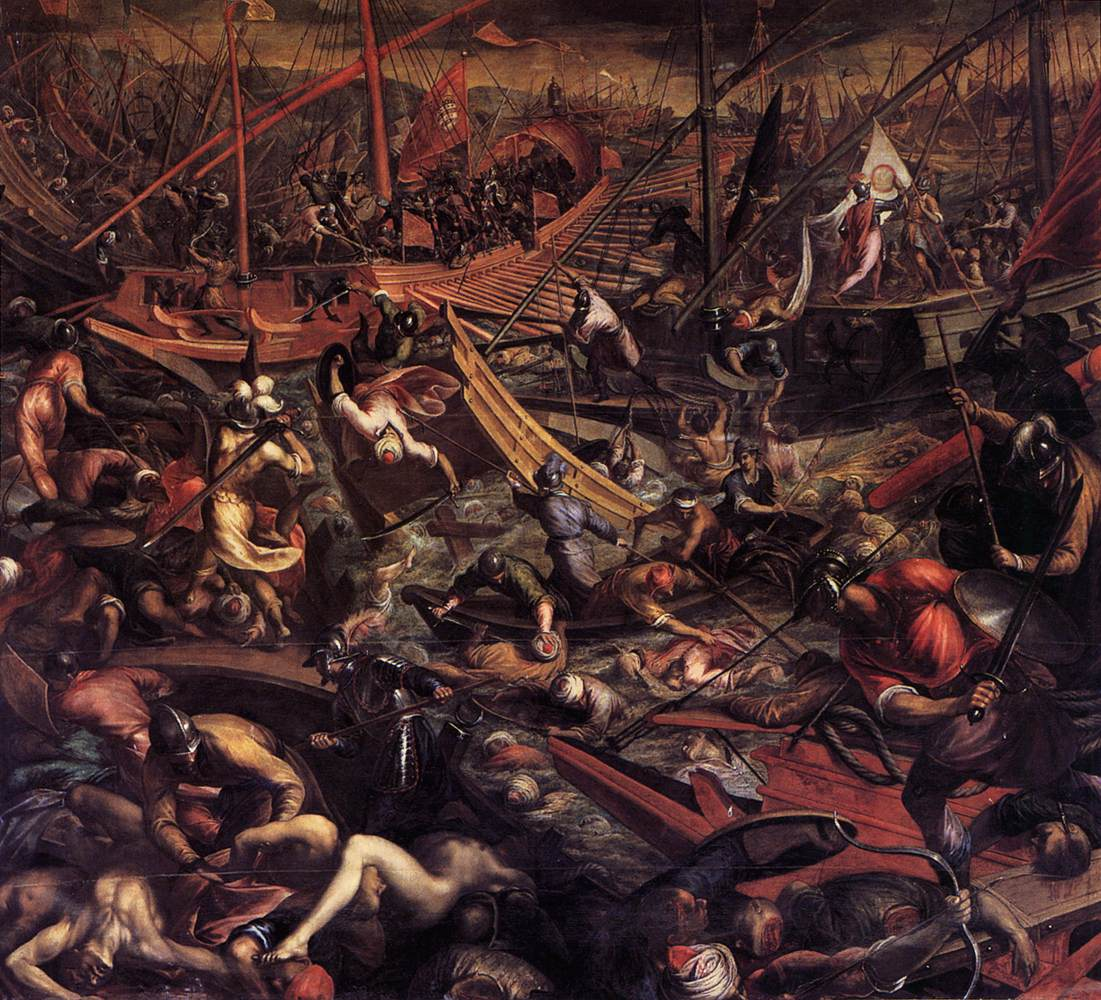
Sante Peranda (1566–1638): Seesieg der Venezianer vor Jaffa, ab 1592, Sala dello Scrutinio, Dogenpalast

Auf der Rückreise hielt sich Grimani in Loreto auf, wo er Kardinal Tolomeo Gallio den Maler Sante Peranda empfahl, der ihn nach Rom begleitet hatte. Von Grimani erhielt er den Auftrag, die 1192 ausgetragene Schlacht von Jaffa in der Sala dello Scrutinio im Dogenpalast zu malen.

#### Friaul, Padua
Savio del Consiglio war Grimani wieder einmal im ersten Halbjahr 1593, doch am 18. September wurde er zu den Cinque provveditori in Friuli erhoben. Sie sollten im Friaul den geeigneten Standort für die noch zu bauende Festung Palmanova festlegen. Dieser Bau sollte vordergründig die Osmanen fernhalten, die Oberitalien bedrohten, doch richtete er sich auch gegen die Ambitionen der österreichischen Habsburger. Am 26. Oktober 1593 wurde er wieder in die Gruppe der Riformatori dello Studio di Padova gewählt. In dieser Funktion berief er 1593 den Botaniker Prospero Alpino, der sich lange in Ägypten aufgehalten hatte. 1592 hatte Alpino sein Werk De Plantis Aegypti Liber veröffentlicht.
Während Grimani in Padua war, erhielt er noch andere Aufgaben, so am 16. Februar 1594 die eines Conservatore del deposito in Zecca, dann wieder war er Savio del Consiglio im ersten Halbjahr 1594.
Am 4. April unterstützte er seine Kollegen bei der Entsendung der Glückwünsche an Heinrich IV. von Frankreich und Navarra für seinen Einzug in Paris. Der Heilige Stuhl stieß sich daran, dass Heinrich Hugenotte war, also Protestant, doch Grimani gab sich staatsmännisch und eher venezianisch als katholisch. Längst hatte er die eigene Erhebung zum Dogen im Blick.

#### Wahl zum Dogen
Tatsächlich wurde Marino Grimani am 26. April 1595 zum Dogen gewählt, als er wieder einmal Savio del Consiglio war. Diese Wahl spiegelte die Konflikte innerhalb des Stadtadels wider, die Wahl zog sich entsprechend hin. Sein Wahlgegner war zunächst innerhalb der pro-römischen Partei der Prokurator Giacomo Foscarini. Leonardo Donà war zwar ein Verwandter, doch war er eher mit den giovani im Bund.
In gewisser Weise hatten die Correttori della promissione ducale, die Männer, die den Amtseid des Dogen zu überarbeiten hatten, das Ergebnis vorweggenommen. Nach dem Tod des Dogen Pasquale Cicogna am 2. April 1595 entzogen diese Korrektoren dem zukünftigen Dogen das Recht, die Savi all'Eresia zu ernennen. Dieses Recht sollte nunmehr dem Senat zustehen.
Seine bekannte Großzügigkeit, dann eine Kontrolle der Brotpreise (calmiere), machten ihn beim Volk durchaus beliebt. Der Ausruf „Viva el doge Grimani, che farà grossi i pani“, ‚Es lebe der Doge Grimani, der die Brote fett macht‘, der während der Abstimmungen zu hören war, wirkte erst bedrohlich, als junge Männer durch die Stadt stürmten und Läden plünderten, stahlen und Feuer legten, die Bänke der Magistrate anzündeten (dies wurde später als neue Form der Verehrung umgedeutet). Nach der Wahl, die 71 Wahlgänge erfordert, und die sich über 24 Tage hingezogen hatte, teilte Grimani ungewöhnlich große Mengen an Münzen, Brot und Wein aus. Dabei wurden allein bei zwei öffentlichen Festmahlen fast 7.000 Dukaten ausgegeben. Eine Reihe von Reden wurde nicht nur gehalten, sondern auch gedruckt. Ihre Verbreitung wurde systematisch betrieben.

### Das Dogenamt

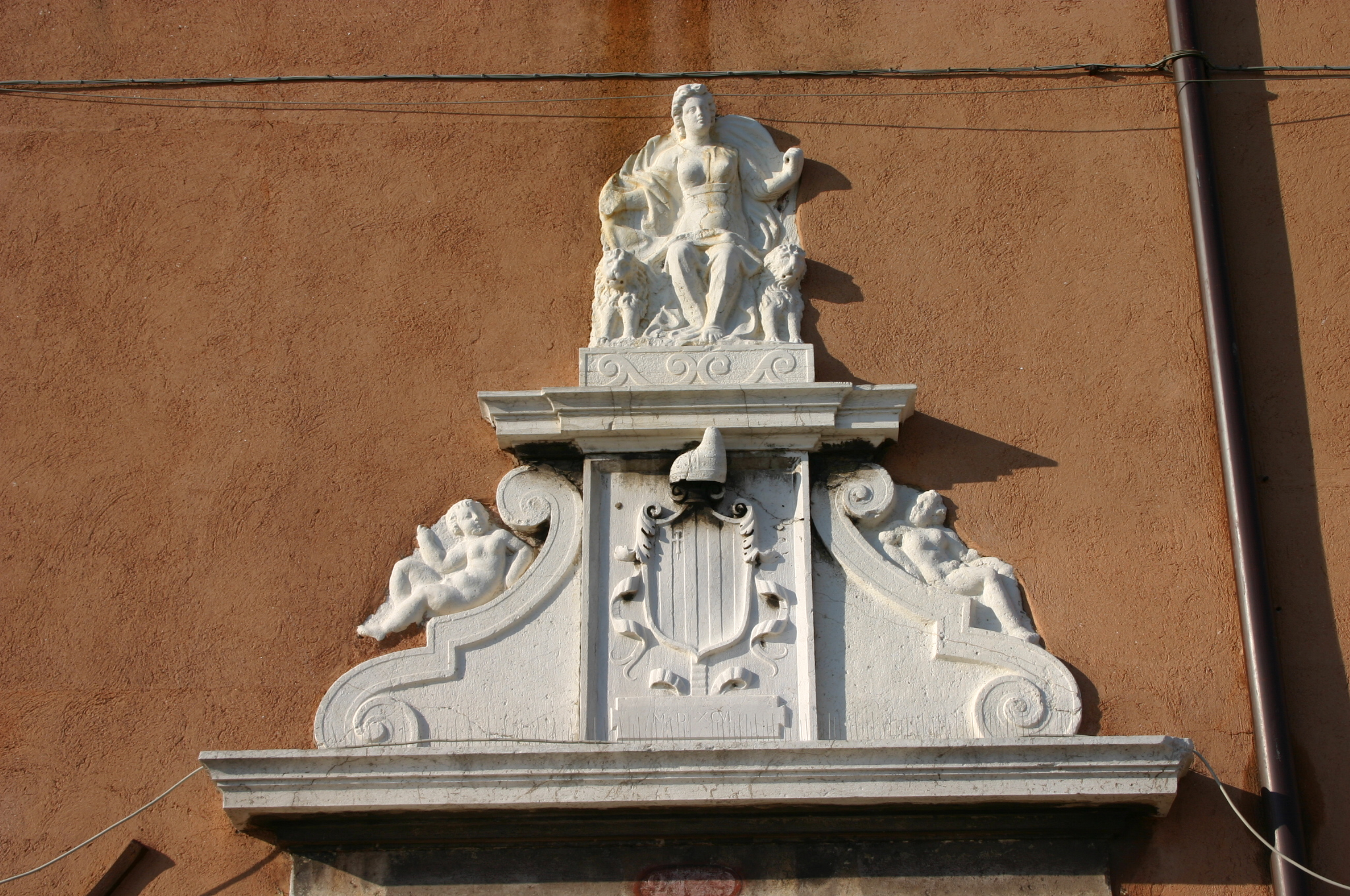
Wappen Marino Grimanis am Portal eines venezianischen Brotspeichers (1596)

#### Außenpolitik, Streit mit der Kirche (um 1605)

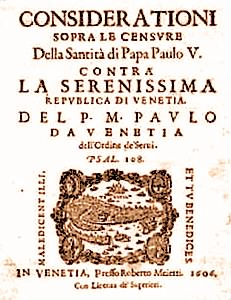
Protest Paolo Sarpis gegen die päpstlichen Drohungen, herausgegeben 1606

Trotz seiner Nähe zu Rom kam es während seiner Regierungszeit zu tiefen Zerwürfnissen zwischen den Päpsten und der Republik. Anlass war die Investitur des Patriarchen von Grado, für die beide Parteien das Recht für sich beanspruchten. Der vom Papst ausgewählte Matteo Zane war gleichzeitig, und aus venezianischer Sicht in erster Linie, Senator der Republik, und man befürchtete einen Interessenkonflikt. 1604 verfügte der Rat der Zehn, dass in Venedig weder religiöse Schulen noch Klöster oder Kirchen ohne Erlaubnis der Republik errichtet werden durften, was die Kurie als Eingriff in ihre Rechte betrachtete. Der Streit kulminierte schließlich im Herbst 1605.
Vorausgegangen war diesem Streit bereits eine Auseinandersetzung um die Markuskirche neben dem Dogenpalast. Sie galt seit jeher als Privatkapelle des Dogen, an der die Ernennung des Klerus und des Primicerius beim Dogen lag. Doch zwischen 1599 und 1603 war es zu einer harten Auseinandersetzung zwischen Grimani und einerseits dem Vikar des Patriarchen, andererseits den Prokuratoren von San Marco de supra gekommen. Im ersteren Fall drehte es sich immer wieder um Fragen des Vorrangs, bei letzteren um die Rechtsprechung der Basilika.
Der Streit zwischen Venedig und Rom hatte weit reichende Folgen: Spanien und Österreich stellten sich auf die Seite des Papstes, während Frankreich und die protestantischen Länder Holland und England Venedig unterstützten, bzw. neutral blieben. In der Folge schickte Papst Paul V. zwei Schreiben (brevi) nach Venedig mit Exkommunikationsdrohungen gegen die Regierungsmitglieder. Zudem drohte er mit einem Interdikts. Das hätte bedeutet, dass in Venedig keine Messen mehr gelesen werden und keine Sakramente gespendet werden durften. Venedig reagierte mit öffentlichen Protestschreiben und rief den Klerus zur Nichtbeachtung auf, da das Interdikt Roms gegen die Heilige Schrift, die Lehren der Kirchenväter und die Kirchengesetze überhaupt verstoße. Zwei Wochen nach Eintreffen dieser Drohbriefe starb der Doge in der Nacht vom 25. auf den 26. Dezember 1605, nachdem er schon seit 40 Tagen an einem Fieber gelitten hatte.

#### Staatsrepräsentation, Förderung von Kunst und Kultur
Grimanis Frau wurde am 4. Mai 1597 feierlich als Dogaressa gekrönt. Aus diesem Anlass erhielt sie von Papst Clemens VIII. die Goldene Rose. Eine eigene Münze wurde mit ihrem Porträt aus diesem Anlass geprägt.

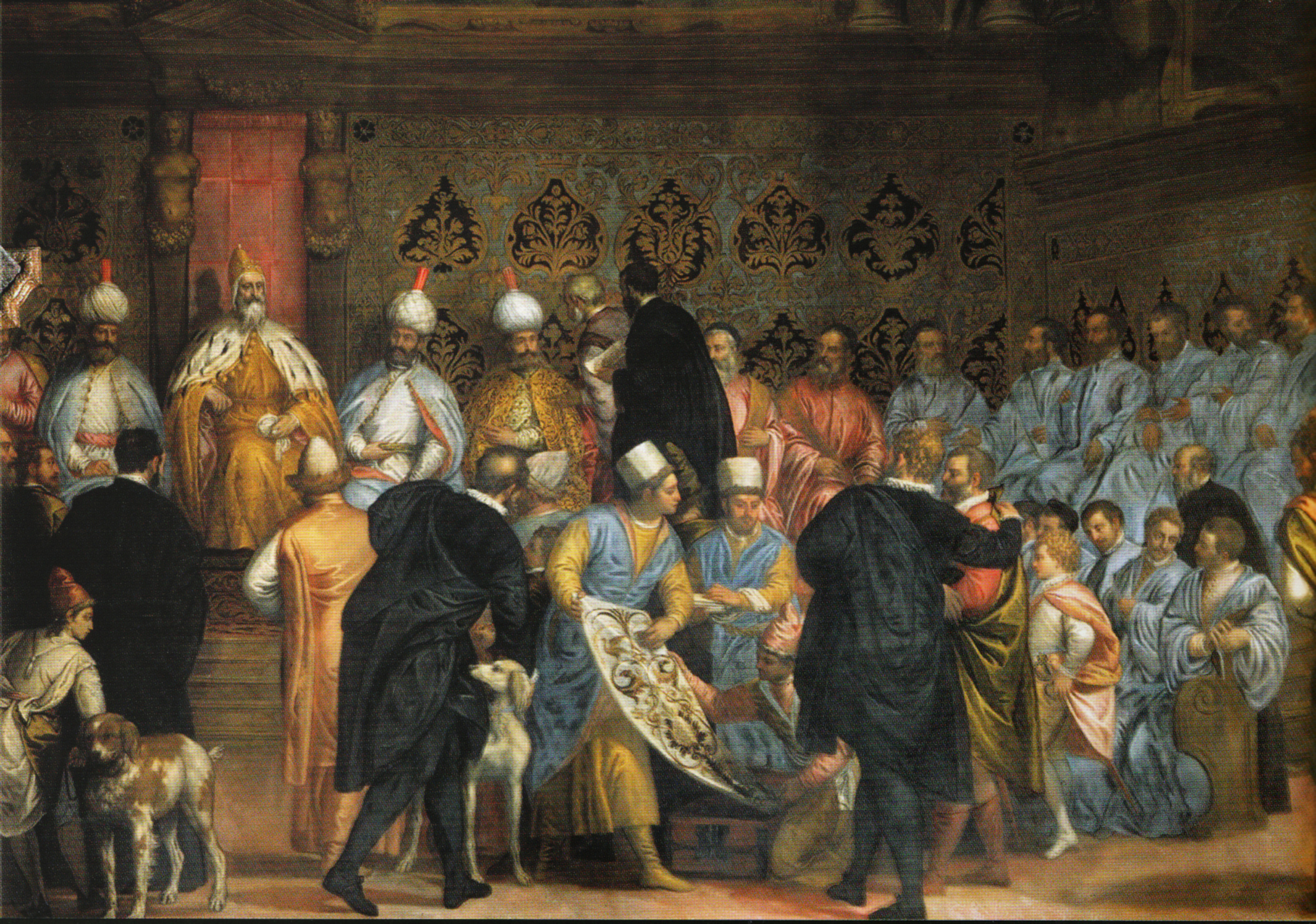
Gabriele Caliari (1568–1631): Marino Grimani empfängt am 5. Mai 1603 die erste Gesandtschaft des persischen Schahs Abbas I., Sala delle quattro porte, Dogenpalast. Der „Perserteppich“ kam durch Gastgeschenke bald in Mode.

Kaum ein Doge hat so sehr auf die Repräsentation des Staates im Dogenpalast eingewirkt, wie Marino Grimani. Einer der Säle wurde nach ihm benannt, die Sala Grimani. Dabei geht die Decke womöglich auf Biagio und Piero da Faenza zurück, die Wandbehänge stammen von Andrea Vicentino. Grimani ließ einige Porträts seiner selbst anbringen, davon zwei in der Sala delle Quattro Porte. Eines stellt ihn kniend vor der Jungfrau Maria dar, ein anderes beim Empfang einer Gesandtschaft des Schahs von Persien. Ersteres schuf Giovanni Contarini, letzteres Gabriele Caliari. Auch das Gemälde von Leandro Dal Ponte, genannt Bassano, im Saal des Großen Rates, worin die Übergabe der Kerze an den Dogen Sebastiano Ziani im Jahr 1177 durch Papst Alexander III. dargestellt wird, entstand unter Grimanis Ägide.
Grimani, der weite kulturelle Interessen hatte, förderte zudem die Musik. So kam es zur Reorganisation der Cappella Marciana, deren musikalische Aufführungen wesentlich für die Bankette und Festivitäten waren, und damit für die Repräsentation Venedigs nach außen und die der führenden Familien nach innen. Erster Kapellmeister war von 1590 bis 1603 Baldissera Donato, dem Giovanni Croce folgte.
Unter Marino Grimani wurden die cantate zum festen Bestandteil des jährlichen Festkalenders. Diese Musikaufführungen fanden nunmehr jeweils am 25. April in San Marco während der Festa della Sensa statt sowie am 25. Juni und 26. Dezember zu St. Vitus, bzw. St. Stephanus.

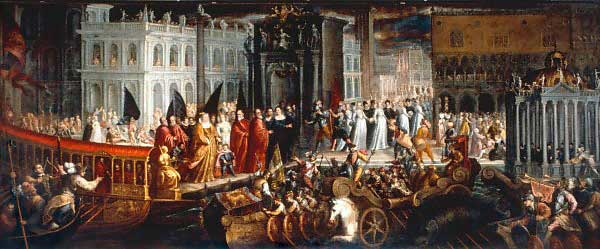
Die Ausfahrt der Dogaressa Morosina Morosini von San Marco, Andrea Vicentino (ca. 1542–1618)

Zum Zweck der Staatsrepräsentation wurde auch ein neuer Bucintoro, das reich geschmückte Staatsschiff, gebaut. Hierher gehört auch die öffentliche Krönung der Dogaressa vom 4. Mai 1597, die im Senat auf Widerstand stieß. Sie war es, die seine Kandidatur mit umfangreichen Mitteln unterstützt hatte. Vom Papst erhielt sie eine Goldene Rose, die Szenerie wurde in einer Reihe von Kunstwerken festgehalten. Eine Wasserprozession führte zum Palazzo Grimani, wo vierhundert Damen die Dogaressa krönten. Sie wurde von Palma dem Jüngeren porträtiert, das Bildnis befindet sich heute im Museo Correr.
Doch nicht nur aus Gründen des Etatismus förderte Grimani Kunst und Kultur. So vermittelte er im August 1596 beim Streit zwischen giovani und vecchi um die Fertigstellung der Biblioteca Marciana ebenso wie der Procuratie nuove.

#### Testament und Tod
In seinem bereits am 1. September 1602 aufgesetzten Testament hatte Grimani verfügt, dass er in Sant’Isepo in Castello in einer eigenen Kapelle beigesetzt werden sollte.
Leopold von Ranke meinte: „Niemals wurde der Hingang eines Dogen tiefer und allgemeiner betrauert, als der Tod Grimanis im Jahre 1605.“

## Grabmal
Marino Grimani wurde ebenso wie seine Frau Marina, die 1613 starb, in der besagten Kirche begraben. Das Paar ruht in einem reichen Mausoleum, geschmückt mit Bronze- und Marmorarbeiten. Entwerfender Künstler war Francesco Bernardino Fossati, wie ihn Andrea Da Mosto nennt, die Skulpturen stammen von den Brüdern Girolamo und Giuseppe Campagna. Der Nachweis, dass es sich bei dem Künstler um Fossati handelte, liegt in Form einer Abrechnung für „m.ro Domenego intagliador“ vom 28. Oktober 1602 vor. Darin zeigt sich, dass es sich bei „Francesco de Bernardin“, um Francesco Smeraldi, genannt il Frachao handelte. Er war Proto an den Prokuratien. Er war auch der entwerfende Baumeister des Palazzo Grimani.
Wladimir Timofiewitsch beschrieb das zwischen 1599 und 1604 geschaffene Grabmal 1963 folgendermaßen: „Das Grabmal wird von vier Säulen kompositer Ordnung auf hohen Postamenten vor Pilastern in drei Achsen einer rhythmischen Travee gegliedert. Glatte Pilaster, davor Statuen, gliedern das Attikageschoss, dessen Mittelteil mit einem vorgekröpften Giebel gekrönt ist. Über den Giebelecken sind Statuen angeordnet, an der Attika ecken Kandelaber. In der Mitte des Untergeschosses ein Portal mit gesprengtem Rundgiebel; darüber geflügelte Genien zuseiten einer Inschrifttafel.“
Der Text dieser Inschrift lautet: „D.O.M. / MARINO GRIMANO / PRINCIPI / OPT. FAELICISS. / PRAETURIS PRAEFECTURIS / LEGATIONIBUS / SUMMIS QUIBUSQ. IN REP. NUMERIBUS EGREGIE PERFUNCTO / QUI / ANNONAM ADLEUAUIT. AERARIUM AUCTAUIT / VRBEM EXORNAUIT / AB IPSAQ.NOXIA AUERTIT FLUMINA / PALMAVI OPPIDUM EXTRUXIT / AD CHRISTIANI ORBIS SECURITATEM / MOTAM GALLIAM CISALPINAM / COMPRESSIT / SALUTARE REIP. FAEDUS OPPORTUNE IECIT / PACEM ITALIAE SUAUISSIMAM / CONFIRMAUIT PROTULIT / PIUS PRUDENS / OBIJT ANN. MDCV / VIXIT ANN. LXXIII.M.VI.D.XXV / EX HIS X.IMPERABUNDUS“.